# Сольси (Об)
Сольси́ (фр. Saulcy) — коммуна во Франции, находится в регионе Шампань — Арденны. Департамент — Об. Входит в состав кантона Сулен-Дюи. Округ коммуны — Бар-сюр-Об.
Код INSEE коммуны — 10366.
Коммуна расположена приблизительно в 195 км к востоку от Парижа, в 85 км юго-восточнее Шалон-ан-Шампани, в 60 км к востоку от Труа.

## Население
Население коммуны на 2008 год составляло 86 человек.
| 1962 | 1968 | 1975 | 1982 | 1990 | 1999 | 2008 |
| ---- | ---- | ---- | ---- | ---- | ---- | ---- |
| 69   | 76   | 80   | 76   | 82   | 74   | 86   |

## Экономика
В 2007 году среди 63 человек в трудоспособном возрасте (15—64 лет) 53 были экономически активными, 10 — неактивными (показатель активности — 84,1 %, в 1999 году было 81,6 %). Из 53 активных работали 50 человек (29 мужчин и 21 женщина), безработных было 3 (0 мужчин и 3 женщины). Среди 10 неактивных 4 человека были учениками или студентами, 4 — пенсионерами, 2 были неактивными по другим причинам.

## Достопримечательности
- Церковь Сен-Брис
- Ферма Корне (бывший амбар аббатства Клерво, XVI век). Памятник истории с 1993 года[3]

## Фотогалерея

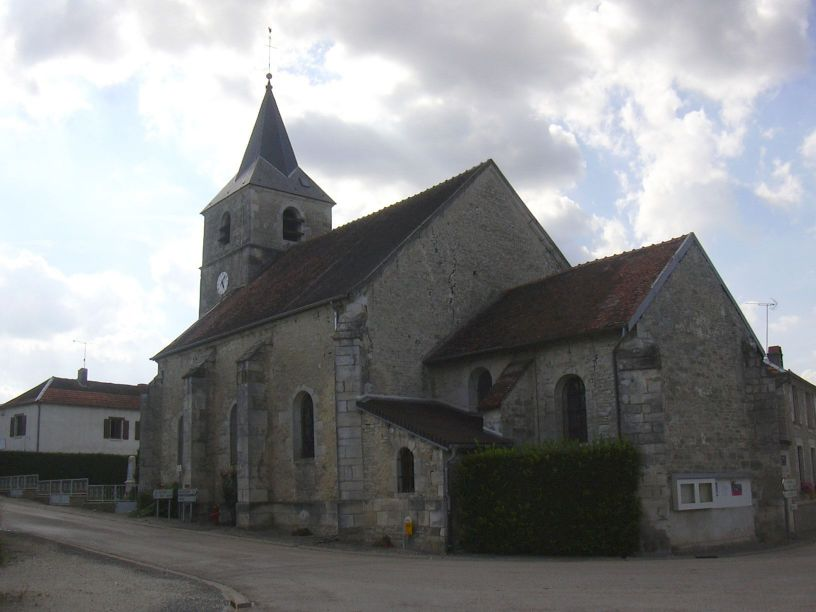
Церковь Сен-Брис
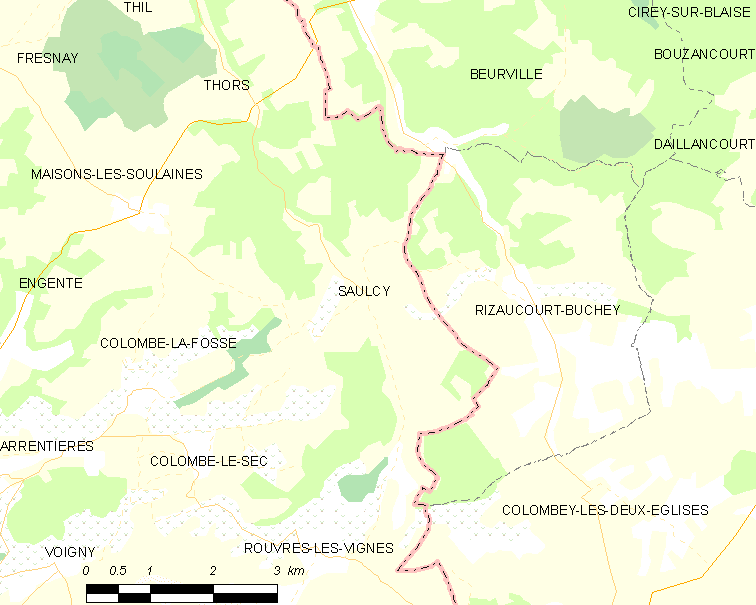
Карта коммуны